# Кашина Пелица (Бергамо)
Кашина Пелица је насеље у Италији у округу Бергамо, региону Ломбардија.
Према процени из 2011. у насељу је живело 17 становника. Насеље се налази на надморској висини од 137 m.